# Alagoas (1867)

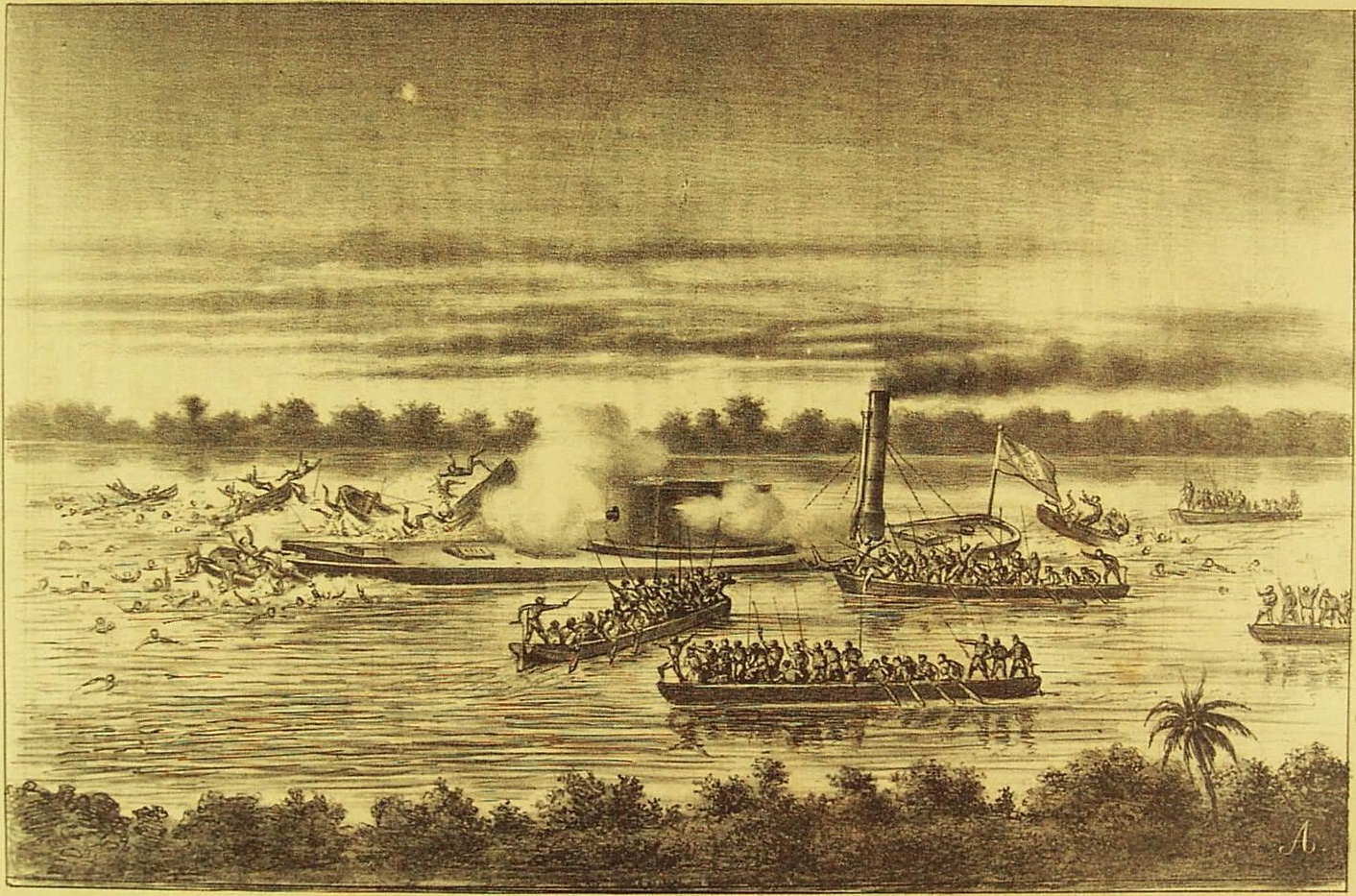
Monitor Alagoas.

Alagoas – brazylijski monitor, trzeci okręt typu Pará, zbudowanego dla marynarki wojennej Brazylii w czasie wojny paragwajskiej pod koniec lat 60. XIX wieku. Okręt przeszedł przez umocnienia Humaitá w lutym 1868 i zapewniał armii wsparcie artyleryjskie przez resztę wojny. Po jej zakończeniu okręt został przydzielony do flotylli Górnego Urugwaju (pt. Alto Uruguai). Został przeniesiony do Rio de Janeiro w latach 90 XIX wieku. Brał udział w rewolucji Revolta da Armada w 1893–94. Zezłomowano go w 1900.

## Projekt i dane techniczne
Projekt monitorów rzecznych typu Pará powstał dla zaspokojenia zapotrzebowania brazylijskiej marynarki na małe okręty o niewielkim zanurzeniu, mogące prowadzić działania pod ostrzałem przeciwnika. Wybrano układ monitora, ponieważ jednostki wyposażone w wieżę artyleryjską mogły skuteczniej uczestniczyć w walce z wrogimi okrętami i fortyfikacjami niż okręty z pokładem bateryjnym, które były dotychczas w służbie brazylijskiej. Owalna wieża artyleryjska została osadzona na okrągłej platformie z centralną osią obrotu. Była ona poruszana przez czterech ludzi napędzających system przekładni: pełny obrót o 360 stopni zabierał 2,25 minuty. Na okręcie zamontowano także taran z brązu. Część podwodna kadłuba została pokryta stopem Muntza (odmianą mosiądzu) by zredukować jej porastanie przez organizmy wodne.
Okręt miał 39 m długości całkowitej, szerokość 8,54 m, zanurzenie 1,51 - 1,54 m i wyporność 500 ton. Miał tylko 30 cm wolnej burty i nie nadawał się do samodzielnej żeglugi morskiej. Załoga składała się z 43 oficerów i marynarzy.

### Napęd
Okręty typu Pará miały dwie maszyny parowe bezpośredniego działania, każda poruszała pojedynczą śrubę o średnicy 1,3 m. Silniki były zasilane w parę przez dwa kotły cylindryczne o ciśnieniu roboczym 59 psi. Prędkość maksymalna wynosiła 8 węzłów na spokojnej wodzie. Okręty przewoziły zapas węgla wystarczający na jeden dzień rejsu.

### Uzbrojenie
"Alagoas" był uzbrojony w pojedyncze 70-funtowe działo Whitwortha, gwintowane, ładowane odprzodowo. Działo miało maksymalny zasięg około 5540 m i podniesienie 15 stopni. Pocisk o średnicy 140 mm (5,5 cala) ważył 36,7 kg, samo działo ważyło 3892 kg. Ustawienie lufy działa na lawecie zostało tak pomyślane, by do minimum ograniczyć rozmiary furty działowej i przez to możliwość przeniknięcia pocisków i odłamków do wnętrza wieży.

### Pancerz
Kadłub jednostek typu Pará był zbudowany z trzech warstw drewna ułożonych w różnych kierunkach. Miał grubość 457 mm i był pokryty 4-calową (102 mm) warstwą twardego drewna z peroby. Na linii wodnej znajdował się burtowy pas pancerny wysokości 91 cm, wykonany z niskowęglowego stopu żelaza. Miał on maksymalną grubość 102 mm na śródokręciu, malejącą do 76 i 51 mm w kierunku końców kadłuba. Zaokrąglony pokład był opancerzony grubą na 12,7 mm warstwą z tego samego stopu.
Wieża artyleryjska miała kształt kwadratu z zaokrąglonymi rogami. Była zbudowana podobnie jak kadłub, ale jej przednia ściana była zabezpieczona pancerzem o grubości 152 mm, ściany - 102 mm, a tył 76 mm. Dach wieży i eksponowana część platformy na której spoczywała były zabezpieczone 12,7 mm pancerzem. Opancerzona sterówka znajdowała się przed wieżą.

## Służba
Stępkę okrętu położono w Arsenal de Marinha da Côrte w Rio de Janeiro 8 grudnia 1866, w czasie wojny paragwajskiej, którą toczyły złączone w sojuszu Argentyna i Brazylia walczące z Paragwajem. "Alagoas" został zwodowany 29 października 1867 i ukończony w listopadzie 1867. Dotarł na rzekę Paranę w styczniu 1868, ale jego dalszy rejs został uniemożliwiony przez paragwajskie fortyfikacje w Humaitá. 19 lutego sześć brazylijskich okrętów pancernych (w tym "Alagoas") przepłynęło w pobliżu wrogich umocnień w nocy. "Alagoas" wraz ze siostrzanymi "Rio Grande" i "Pará" zostały przycumowane do większych okrętów by uniknąć kłopotów w razie uszkodzenia maszynowni przez wroga. "Barroso" prowadził "Rio Grande", następnie "Bahia" z "Alagoas" oraz "Tamandaré" z "Pará". Lina pomiędzy "Alagoas" i "Bahia" została uszkodzona w wyniku wrogiego ostrzału. Dowódca "Alagoas" otrzymał rozkaz nie podejmowania próby przejścia wrogich pozycji w czasie dnia, ale zlekceważył rozkazy i spotkał się z resztą dywizjonu w górze rzeki. Zarówno "Alagoas" (który został trafiony około 200 razy) jak i "Pará", musiał zostać wyrzucony na brzeg po przejściu fortyfikacji by zapobiec zatonięciu. Okręt przeszedł remont w São José do Cerrito, który trwał do połowy marca. Wraz z "Tamandaré" 23 marca okręt bombardował i zniszczył paragwajską baterię w Timbó, w górę rzeki od Humanitá. Monitor bombardował pozycje artylerii broniącej rzeki Tebicuary w lipcu i ponownie w sierpniu.
15 października okręt bombardował fort Angostura, na południe od Asunción, wraz z ""Brasil"", "Silvado", "Pará" i "Ceará".
Po wojnie "Alagoas" został przydzielony do nowo sformowanej flotylli Górnego Urugwaju (pt. Alto Uruguai) bazującej w Itaqui. W latach 80 XIX wieku uzbrojenie okrętu zostało wzmocnione dwoma karabinami maszynowymi kal. 11 mm. Okręt został przeniesiony do Rio de Janeiro w latach 90 XIX wieku i dołączył do rebelii floty (Revolta da Armada) w latach 1893-94. Jego silniki w tym okresie były zdemontowane, więc musiał być holowany na pozycję, skąd mógł ostrzeliwać forty rządowe. Okręt został zezłomowany w 1900.